# János Szabó
Pour les articles homonymes, voir Szabo.
János Szabó est un footballeur, international hongrois, né le 1er octobre 1912 à Miskolc et mort le 11 avril 1983.
Il évoluait au poste de milieu de terrain dans la grande équipe de Sochaux d'avant-guerre. Alors que le FC Sochaux est dernier du championnat, Szabo et Pedro Duhart quittent le club et rejoignent Charleville.

## Carrière
- 1931-1934 :  Attila (Miskolc)
- 1934-1938 :  FC Sochaux 112 matchs, 20 buts en D1
- 1938-1939 :  OFC Charleville-Mézières
- 1939-1941 :  Académico FC
- 1941-1947 :  FC Famalicão
- 1947-1949 :  SC Covilhã

## Palmarès
- Coupe Peugeot en 1930
- Champion de France 1935
- Coupe de France 1937